# Arena Kombëtare
Arena Kombëtare (pronunțat [aɾɛna komˈbətaɾɛ]) este un stadion de fotbal multifuncțional situat în orașul Tirana, capitala Albaniei, care a fost construit pe terenul fostului stadion Qemal Stafa. Denumit oficial stadionul Air Albania din motive de sponsorizare, stadionul are o capacitate de 22.500 de locuri, constituind cel mai mare stadion din Albania.
Stadionul este deținut de organul de conducere al fotbalului albanez, Asociația de Fotbal Albaneză (FSHF) și de statul albanez prin Shoqëria Sportive Kuq e Zi Sh.A, o filială înființată în scopul construirii, gestionării și întreținerii structurii.
Proiectat de Marco Casamonti de la Archea Associati, structura stadionului este o formă peculiară cu mai multe fațete (un dreptunghi cu 8 fațete), astfel încât fiecare parte să permită accesul la funcții distincte. La un colț al structurii stadionului se află un turn înalt de 112 metri (24 de etaje), care astăzi este cel mai înalt turn din Albania. Fiecare fațetă găzduiește fluxuri diferite, identificând astfel utilizatorii zonelor private, cum ar fi turnul hotelului, zonele comerciale și spectatorii stadionului.
În mai 2022, stadionul va găzdui prima finală a Ligii Conferinței Europa.